# دو عموزاده
دو عموزاده (به فرانسوی: Les Deux Cousines) یک نقاشی رنگ روغن اثر هنرمند فرانسوی آنتوان واتو است. این نقاشی در سال ۱۹۹۰ میلادی به موزه لوور داده شد و تا امروز در این موزه نگهداری می‌شود.

## برای مطالعهٔ بیشتر
- Camesasca, Ettore, ed. (1971). The Complete Painting of Watteau (loan required). Classics of the World's Great Art. Introduction by John Sutherland. New York: Harry N. Abrams. p. 113. ISBN 0-8109-5525-3. OCLC 143069. Cat. no. 151.{{cite book}}:  نگهداری CS1: پست اسکریپت (link)